# Plectris parumsetosa
Plectris parumsetosa är en skalbaggsart som beskrevs av Frey 1969. Plectris parumsetosa ingår i släktet Plectris och familjen Melolonthidae. Inga underarter finns listade i Catalogue of Life.